# Еркингер III фон Магенхайм
Еркингер III фон Магенхайм (на немски: Erkinger III von Magenheim; † сл. 1203) е германски благородник, господар на Магенхайм при Клеброн в Баден-Вюртемберг.

## Произход и наследство
Той е син на Еркингер II фон Магенхайм († сл. 1182). Внук е на Сцейзолфус фон Магенхайм († 1152). Правнук е на Еркингер I фон Магенхайм († сл. 1134) и праправнук на Цайзолф фон Бракенхайм († сл. 1100). Брат е на бездетните Зибото фон Магенхайм († сл. 1207) и Улрих фон Магенхайм († сл. 1220).
Господарите фон Магенхайм са споменати за пръв път през 12 век и имат два съседни замъка. От рода са в обкръжението на епископите на Шпайер и Вормс и на графовете на Тюбинген.
През 1367 г. господарите фон Магенхайм се отказват в полза на граф Еберхард II фон Вюртемберг († 1392) от собствеността си на замък Нидермагенхайм с половината на Бракенхайм и половината от Клеброн. През края на 14 век последните от рода (Еркингер „Богатия“ и Цайзолф) подаряват голяма част от собствеността си на град Хайлброн. Родът дарява множество олтари в Хайлброн. Родът измира през ранния 15 век.

## Фамилия
Еркингер III фон Магенхайм има трима сина:
- Еркингер IV фон Магенхайм († 29 ноември 1287), женен за Гута фон Ритберг († сл. 1279)
- Конрад I фон Магенхайм († ? 1345/1346)
- Цайзолф фон Магенхайм († сл. 1231)